# Phleudecatoma
Phleudecatoma är ett släkte av steklar. Phleudecatoma ingår i familjen kragglanssteklar.
Kladogram enligt Catalogue of Life:
| Phleudecatoma | \| \| Phleudecatoma cunninghamiae \| \| \| \| \| \| Phleudecatoma platycladi \| \| \| \| |
|               | \| \| Phleudecatoma cunninghamiae \| \| \| \| \| \| Phleudecatoma platycladi \| \| \| \| |
|               | Phleudecatoma cunninghamiae                                                              |
|               |                                                                                          |
|               | Phleudecatoma platycladi                                                                 |
|               |                                                                                          |